# Челио, Нелло
Нелло Челио (итал. Nello Celio; 12 февраля 1914, Куинто, кантон Тичино, Швейцария — 29 декабря 1995, Берн, Швейцария) — швейцарский политик, президент.

## Биография
Нелло Челио окончил коммерческую школу в Беллинцоне. Затем он изучал юриспруденцию в университетах сначала Базеля, потом Берна, который окончил в 1937 году со степенью доктора. После этого он открыл в Файдо нотариальную контору. В 1939 году избран в Большой совет (парламент) Тичино, а в 1941 году стал секретарём департамента внутренних дел кантона. С 1946 по 1959 год представлял Либерально-радикальную партию в Кантональном совете (правительстве) Тичино. Он руководил там департаментом строительства а также трижды возглавлял совет (1948—1949, 1953—1954, 1957—1958). В 1959 году он ушёл из правительства и вернулся к адвокатской практике. В 1946—1947 годах Челио возглавлял Либерально-радикальную партию Тичино. В 1960—1964 годах был председателем Радикально-демократической партии Швейцарии. В 1963 году он был избран в состав Национального совета, а в 1966 году стал преемником Поля Шоде в Федеральном совете.
- 15 декабря 1966 — 31 декабря 1973 — член Федерального совета Швейцарии.
- 1 января 1966 — 30 июня 1968 — начальник военного департамента.
- 1 июля 1968 — 31 декабря 1973 — начальник департамента финансов.
- 1 января — 31 декабря 1971 — вице-президент Швейцарии.
- 1 января — 31 декабря 1972 — президент Швейцарии.